# منتخب الاتحاد السوفيتي لهوكي الجليد للناشئين
منتخب الاتحاد السوفيتي لهوكي الجليد للناشئين هو ممثل الاتحاد السوفيتي الرسمي في المنافسات الدولية في هوكي الجليد .